# Герцогство Модени і Реджо
Герцогство Модени і Реджо (лат. Ducatus Mutinae et Regii) — у 1452—1796 роках герцогство в Північній Італії, довкола міст Модена і Реджо. Васал Священної Римської імперії. Керувалося герцогами з Естенського дому, які також правили Феррарським герцгоством як васали Святого Престолу і Папської держави. Знищене в ході революційних і Наполеонівських воєн. Відновлене у 1814—1859 роках як самостійне герцогство.

## Назва
- Герцогство Модени і Реджо (лат. Ducatus Mutinae et Regii, італ. Ducato di Modena e Reggio)
- Моденсько-Реджоське герцогство

## Історія
Герцогство було спочатку створено для дому Есте, який також керував Феррарою до 1597 року.
У 1796 році герцогство було зайнято французькою армією Наполеона Бонапарта, який створив з її території Ціспаданскую республіку. Останній герцог з дому Есте, Ерколе III став правителем колишніх австрійських територій на південному заході Німеччини (Брайсгау) і помер в 1803 році. Після його смерті Модена була успадкована його зятем, ерцгерцогом Фердинандом Австрійським-Есте, дядьком імператора Франца II, який був одружений з дочкою Ерколе III герцогинею Марією Беатріче Есте.
З падінням наполеонівської системи в Італії в 1814 році син Фердинанда Франческо IV став герцогом Моденським. Незабаром після цього він успадкував території Маси і Каррари від своєї матері.
Двічі, в 1831 і 1848 роках, під тиском революцій герцог був змушений покинути Модену, але кожен раз монархія була відновлена знову. Після франко-п'ємонтської війни проти Австрії в 1859 році, герцог був знову змушений тікати — вже назавжди. У грудні 1859 Модена, об'єднавшись з Тосканою і Пармою, сформувала Об'єднані провінції Центральної Італії, які були приєднані до Сардинського королівства в березні 1860.

## Державний лад

### Герцоги

1452 — 1471
1471
1471 — 1535
1535 — 1741

Титул
- до 1471: Герцог Моденський і Реджоський, маркіз Естенський (італ. Duca di Modena e di Reggio, Marchese d'Este)[1].
- 1471—1534: Герцог Моденський і Реджоський, маркіз Естенський (італ. Duca di Modena e di Reggio, Marchese d'Este)[1].
- 1534—1597: Герцог Феррарський, Моденський, Реджоський і Шартреський, маркіз Естенський (італ. Duca di Ferrara, di Modena, di Reggio e di Chartres, Marchese d'Este)[1].

Роки правління
- 1471.04.20 — 1505.01.25: Ерколе I (Геркулес І)[1].
- 1505.01.25 — 1534.10.31: Альфонсо I (Альфонс І)[1].
- 1534.10.31 — 1559.10.03: Ерколе II (Геркулес ІІ)[1].
- 1559.10.03 — 1597.10.27: Альфонсо II (Альфонс ІІ)[1].
  - 1559.10.03 — 11.26: регент Рената Шартрська[1].

Герби
- 1452 — 1471
- 1471
- 1471 — 1535
- 1535 — 1741

## Провінції герцогства
- Модена (герцогство Моденське);
- Реджо (герцогство Реджо);
- Гуасталла;
- Фриньяно;
- Гарфаньяна;
- Луніджана;
- Масса і Каррара (Герцогство Масси і Каррари).